# Сражение у Лизард-Пойнт
Сражение у Лизард-Пойнт — морское сражение у берегов полуострова Корнуолл (Великобритания) в 1637 году в рамках Восьмидесятилетней войны. В преддверии боя испанский адмирал Мигель де Орна, командир Фландрской армады, перехватил важный англо-голландский торговый караван из 44 судов в сопровождении 6 кораблей и благополучно вернулся на свою базу в Дюнкерк.

## Предыстория
В начале 1636 года опытный фламандский адмирал на испанской службе Якоб Коллэрт, командир Фландрской армады, был разбит голландским флотом под командованием капитана Йохана Эвертсена. Галеон и ещё одно судно из состава армады были потоплены недалеко от Дьепа, и адмирал был взят в плен вместе с 200 солдатами. После обмена пленными Коллэрт был освобожден, но вскоре умер от болезни в Ла-Корунье. Тогда наваррец Мигель де Орна заменил его. Орна также оказался умелым командиром и уничтожил три крупных вражеских конвоя менее чем за два года.

## Сражение
Мигель де Орна отплыл из Дюнкерка 18 февраля, командуя эскадрой из 5 галеонов и 2 фрегатов с задачей напасть на голландский рыболовный флот и торговые пути. Его капитанами были баск Антонио де Ансиондо, фламандцы Маркус ван Обен и Корнелис Мейне и кастильцы Антонио Диас и Сальвадор Родригес. После захвата торгового судна, находясь под огнём береговых батарей Кале, испанская эскадра пересекла Ла-Манш. У побережья Корнуолла, близ мыса Лизард, был обнаружен англо-голландский конвой из 28 голландских и 16 английских торговых судов в сопровождении 6 голландских военных кораблей. Испанские военные корабли немедленно атаковали.
В результате огня испанской артиллерии голландский флагман был полностью выведен из строя. Корабль Антонио Диаса провел его абордаж и захватить знамя, однако нападение было в конечном счете отбито. Вторая попытка, проведенная с флагмана, длилась полчаса, но также не удалось. Лишь с третьей попытки голландский флагман был окончательно захвачен. Торговые корабли использовали свою артиллерию, чтобы помочь своим кораблям сопровождения, но безуспешно — три из них были потоплены. Остальные два сдались и были захвачены в плен. Корабли конвоя были рассеяны и попытались скрыться поодиночке, воспользовавшись наступившей темнотой. Тем не менее 14 из них в итоге попали в испанские руки и были доставлены в Дюнкерк.

## Последствия
Орна вернулся в Дюнкерк в сопровождении 17 трофейных судов, груженных боеприпасами и сырьём. По пути он старательно избегал голландской эскадры адмирала Филлипса ван Дорпа, посланной с целью перехватить испанскую армаду. Дорп попытался заблокировать испанский флот в порту, но не преуспел, и Орна и смог продолжить свой поход без препятствий. В июле он устроил засаду на два голландских конвоя из Бордо, захватив 12 судов.